# Равенсбург (район)
Район Равенсбург (нім. Landkreis Ravensburg) — район землі Баден-Вюртемберг, Німеччина. Район підпорядкований урядовому округу Тюбінген. Центром району є місто Равенсбург. Населення становить 285 888 ос. (станом на 31 грудня 2020), площа  — 1.631,81 км². 

## Демографія
Густота населення в районі становить 170 чол./км².
| Рік            | Населення |
| -------------- | --------- |
| 31 грудня 1973 | 225.058   |
| 31 грудня 1975 | 225.327   |
| 31 грудня 1980 | 230.685   |
| 31 грудня 1985 | 233.644   |
| 27 травня 1987 | 233.635   |

| Рік             | Населення |
| --------------- | --------- |
| 31. грудня 1990 | 247.674   |
| 31. грудня 1995 | 261.446   |
| 31. грудня 2000 | 268.770   |
| 31. грудня 2005 | 275.677   |
| 31. грудня 2010 | 276.965   |

## Міста і громади
Район поділений на 8 міст, 31 громада.